# Bieńdziuga
Bieńdziuga (do 6 lutego 1998 roku Bindziuga) – wieś w Polsce, położona w województwie podlaskim, w powiecie białostockim, w gminie Michałowo, nad rzeką Narew.
| SIMC    | Nazwa  | Rodzaj    |
| ------- | ------ | --------- |
| 0034163 | Hrudek | część wsi |

## Historia
Wieś królewska położona była w końcu XVIII wieku w starostwie niegrodowym jałowskim w powiecie wołkowyskim województwa nowogródzkiego. 
Według Pierwszego Powszechnego Spisu Ludności z 1921 roku wieś liczyła 24 domy i 56 mieszkańców (29 kobiet i 27 mężczyzn). Większość mieszkańców miejscowości zadeklarowała wówczas wyznanie prawosławne (53 osoby), pozostali zgłosili wyznanie rzymskokatolickie (3 osoby). Jednocześnie większość mieszkańców miejscowości zadeklarowała narodowość białoruską (31 osób), reszta podała narodowość polską (25 osób). W okresie międzywojennym wieś znajdowała się w powiecie wołkowyskim w gminie Tarnopol.
W latach 1975–1998 miejscowość administracyjnie należała do województwa białostockiego.
Prawosławni mieszkańcy wsi należą do parafii Narodzenia św. Jana Chrzciciela w Nowej Woli.
W roku 1998 nagrana została piosenka Oj, wyleć, wyleć jasny sakole, na płycie Mniejszości narodowe i etniczne w Polsce cz. I z serii Muzyka źródeł. Wykonywana była ona przez Annę Filipczuk urodzoną w Bieńdziudze.

## Galeria

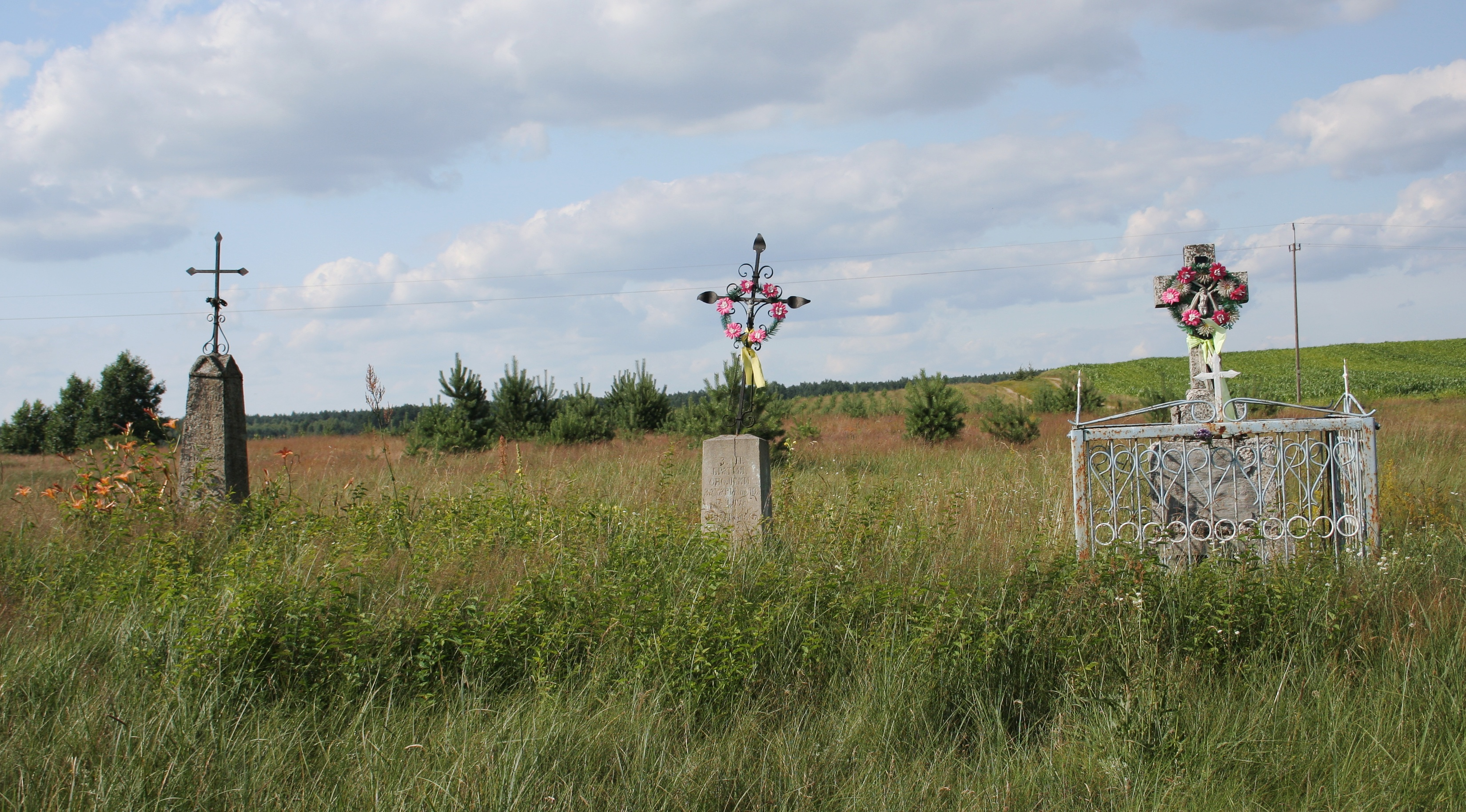
Krzyże przy drodze do Gródka
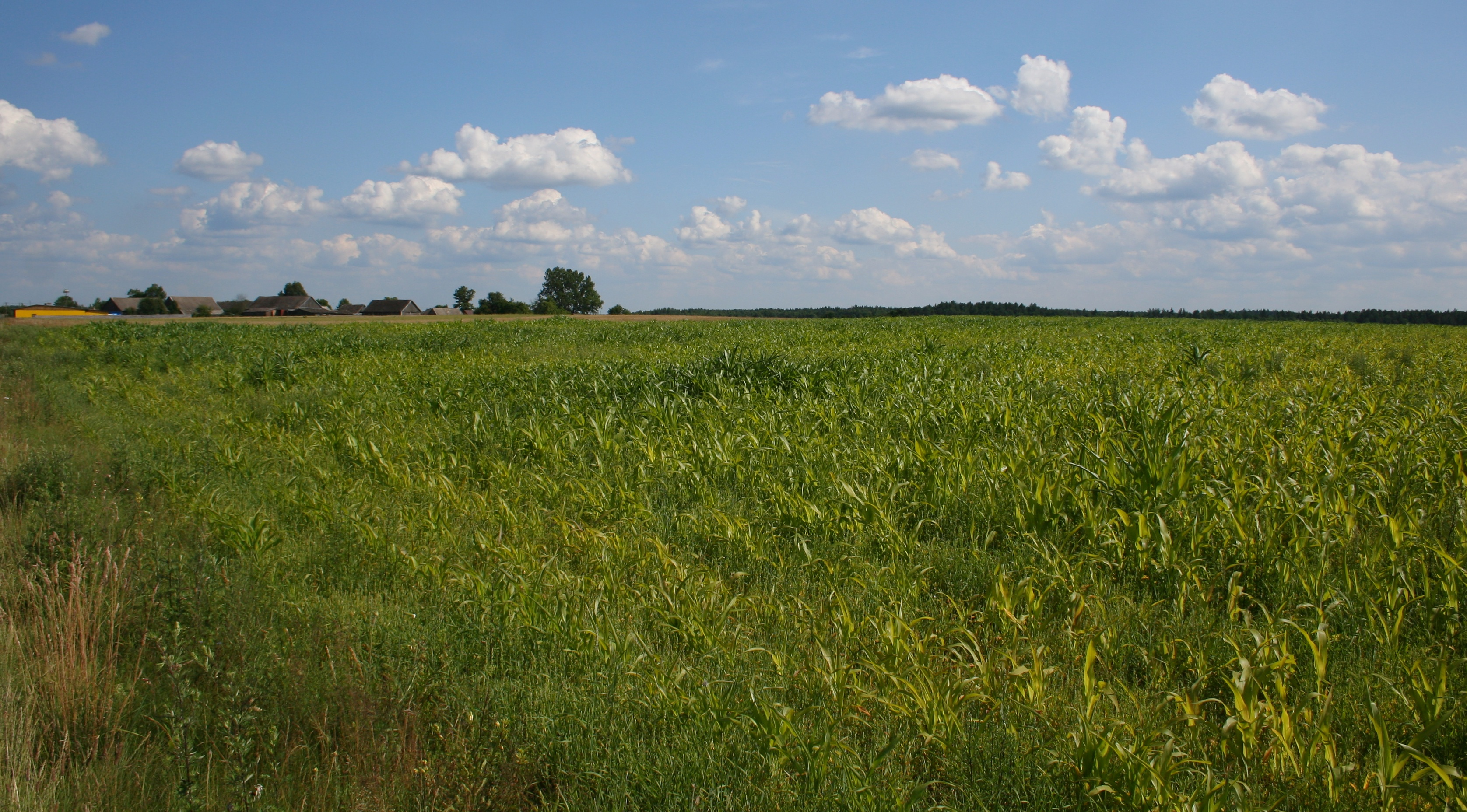
Pola kukurydzy
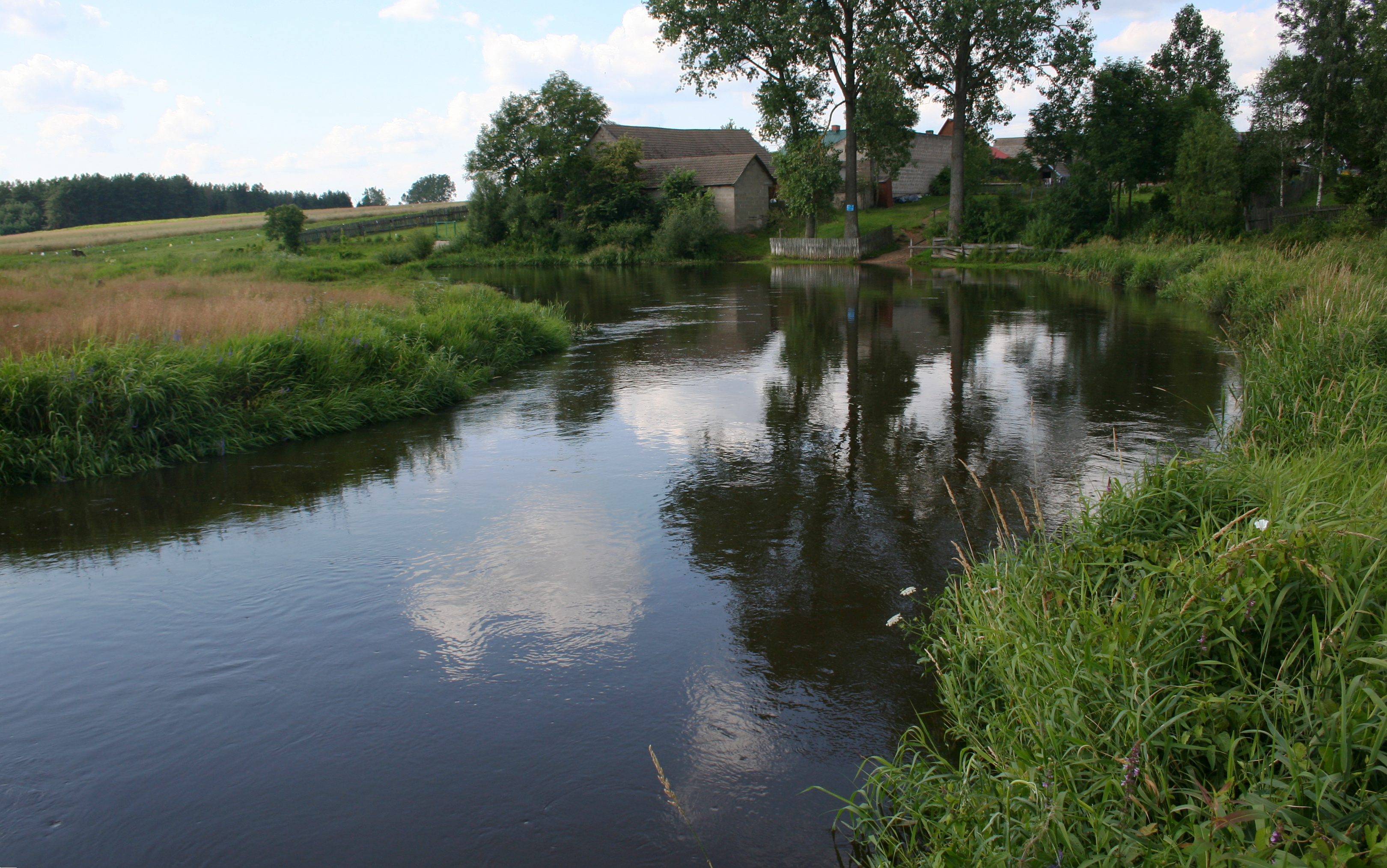
Narew